# Georg Stetter (Physiker)
Georg Carl Stetter  (* 23. Dezember 1895 in Wien; † 14. Juli 1988 ebenda) war ein österreichischer Physiker.

## Leben

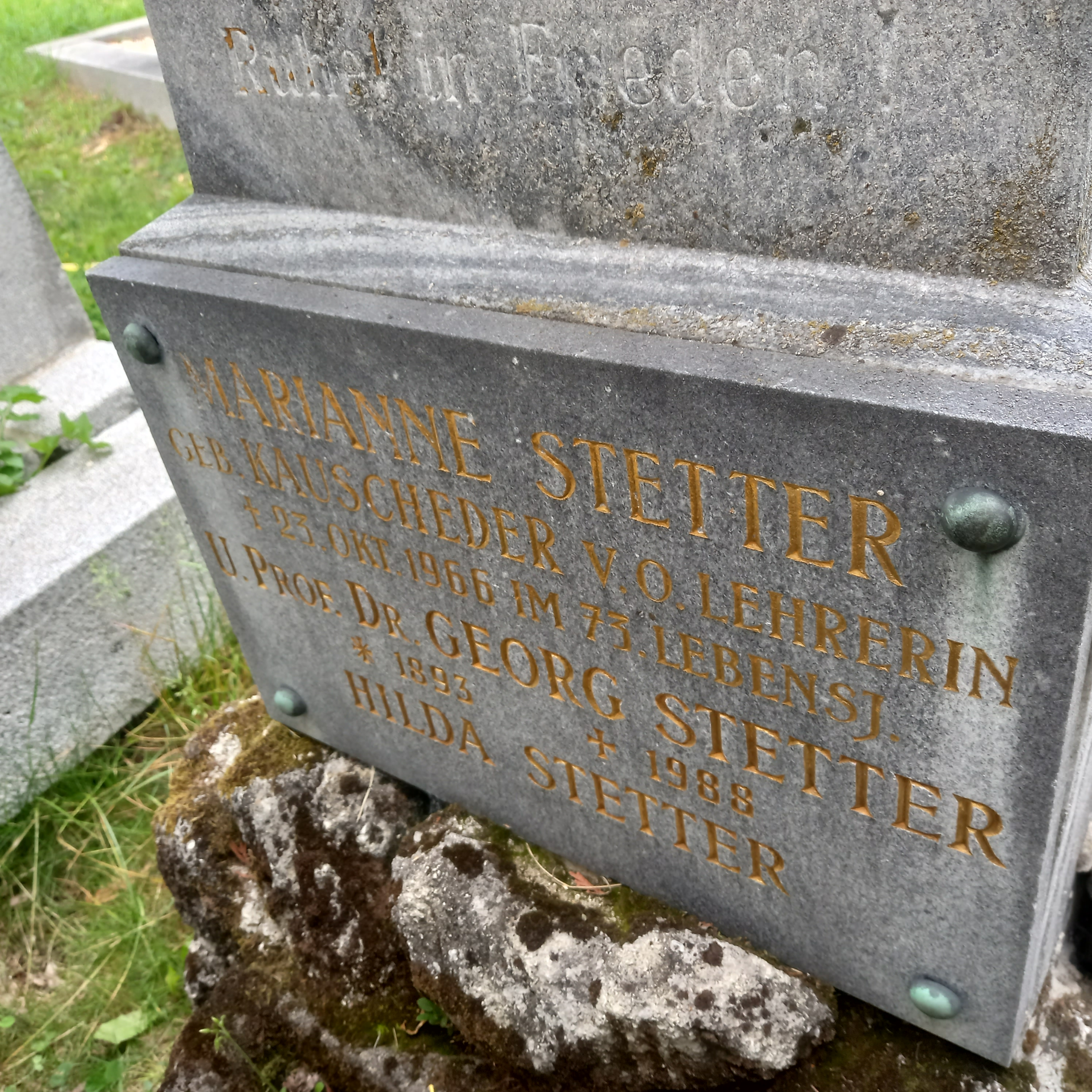
Das Grab von Georg Stetter und seiner Ehefrau Marianne geborene Kauscheder auf dem Grinzinger Friedhof in Wien

Stetters Vater kam aus Siebenbürgen. Georg Stetter besuchte das Humanistische Gymnasium in Wien und studierte ab 1914 Elektrotechnik und Maschinenbau an der TH Wien, was aber durch den Ersten Weltkrieg unterbrochen wurde, in dem er sich noch 1914 freiwillig meldete und als Radiospezialist in der Funkkommunikation verwendet wurde (Telegraphenregiment St. Pölten). Dabei wurde er mit elektromagnetischen Wellen und Radioelektronik vertraut und erhielt das Goldene Verdienstkreuz. Nach Kriegsende studierte er Physik an der TH Wien und wurde 1922 mit der Schrift Die Ausbreitung elektrischer Wellen im Terrain und die Form des Empfangsfeldes: Einfluß atmosphärischer Störungen und deren Bekämpfung promoviert. Danach war er dort Assistent im 2. Physikalischen Institut und wandte sich der Anwendung der Elektronik in der Kernphysik zu. Ihm gelang eine erste genaue Massenbestimmung des Neutrons und der Energie der Spaltprodukte bei der Uranspaltung und allgemein in Atomzertrümmerungsexperimenten (Spallation), wofür er 1926 den Haitinger-Preis der Österreichischen Akademie der Wissenschaften erhielt. 1928 habilitierte er sich. 1934 wurde er Professor und 1939 ordentlicher Professor und Vorstand des 2. Physikalischen Instituts, das eng mit dem Wiener Institut für Radiumforschung zusammenarbeitete. 1935 wurde er Präsident der Wiener Chemisch-Physikalischen Gesellschaft. Er war ein überzeugter Nationalsozialist und Mitglied der NSDAP. Er wies seinen Kollegen Gerhard Kirsch zurecht, als dieser die Relativitätstheorie verunglimpfte. 1937 wurde er Vertreter des Gauvereins Österreich im Vorstand der Deutschen Physikalischen Gesellschaft.
Er leitete in Wien eine eigene Gruppe aus sechs Wissenschaftlern im deutschen Uranprojekt (Messung von Eigenschaften von Transuranelementen, zur Neutronenphysik und zu nuklearen Kenngrößen), und war ab 1943 Direktor des Vierjahresplan-Instituts für Neutronenforschung, einem neu gegründeten Institut in Wien im Rahmen des Uranprojekts. Es war nach Rainer Karlsch eines der am besten ausgestatteten Kernforschungsinstitute im Deutschen Reich. Am Ende des Zweiten Weltkriegs forschte er über kosmische Höhenstrahlung mit Fotoplatten in der Nähe Zell am See, wohin seine Institute 1944/45 ausgelagert waren.
Nach dem Zweiten Weltkrieg wurde er wegen seiner nationalsozialistischen Vergangenheit zunächst seiner Ämter enthoben und arbeitete an der Forschungsstelle für Berufskrankheiten in Zell am See (ohne fest angestellt zu sein aber mit Unterstützung der amerikanischen Militärregierung und des Landes Salzburg) an Staubschutz für den Steinkohlebergbau. Dabei entwickelte er ein damals als Pioniertat gewürdigtes optisches Staubmessgerät. 1953 war er nach offizieller Rehabilitierung wieder ordentlicher Professor und Vorstand des 1. Physikalischen Instituts der Universität Wien, als Nachfolger des 1952 verstorbenen Felix Ehrenhaft. In Zusammenhang mit Aerosolforschung befasste er sich nach dem Krieg auch intensiv mit Thermodiffusion.
Noch vor dem Zweiten Weltkrieg meldete er ein geheimes Patent auf Kernreaktoren an, was aber durch den Krieg nicht zur Wirkung kam. Seine zum frühestmöglichen Zeitpunkt nach dem Krieg erneuerte Anmeldung hatte in Österreich eine Laufzeit bis 1971 und wurde dann von der Österreichischen Studiengesellschaft für Atomenergie aufgekauft. Ebenso meldete er 1941 nach Experimenten seines Mitarbeiters Friedrich Hernegger im Hof des Wiener Radiuminstituts (mit Funkenentladung als Hilfsmittel) ein Patent auf Energiegewinnung aus Kernfusion mit leichten Elementen ein. Karlsch bemerkte dazu, dass Karl Wirtz eine gutachterliche Stellungnahme abgab (und bei seiner Internierung  im Rahmen der Operation Epsilon in Farm Hall erwähnte, dass ein solches Patent 1941 erteilt worden sei), ansonsten aber nichts über den weiteren Verlauf des Patentverfahrens bekannt wäre.
1938 wurde er Mitglied der Leopoldina und 1940 korrespondierendes und 1962 wirkliches Mitglied der Österreichischen Akademie der Wissenschaften. Von 1955 bis 1957 leitete er die österreichische Staub- und Silikose-Bekämpfungsstelle, die 1949 von Hans Zechner in Leoben gegründet worden war. 1962 war er in Österreich Gründer einer Kommission zur Reinhaltung der Luft der Österreichischen Akademie der Wissenschaften, der er bis 1985 vorstand. 1966 erhielt er den Erwin Schrödinger-Preis der Österreichischen Akademie der Wissenschaften und 1985 das Österreichische Ehrenkreuz für Wissenschaft und Kunst I. Klasse. Er war Ehrenmitglied der Österreichischen Physikalischen Gesellschaft. Er wurde am Grinzinger Friedhof bestattet.

## Schriften
- Die Massenbestimmung von H-Partikeln[10], Zeitschrift für Physik, Band 34, 1925, S. 158–177
- Die Massenbestimmung von Atomtrümmern aus Aluminium, Kohlenstoff, Bor und Eisen, Zeitschrift für Physik, Band 42, 1927, S. 741–758
- Die Bestimmung des Quotienten Ladung zu Masse für natürliche H-Strahlen und Atomtrümmer aus Aluminium, Sitzungsberichte Österr. Akad. Wiss. IIa, Math.-Naturwiss. Klasse, 1926, S. 61–69  (= Mitt. Inst. Radiumforschung Nr. 181)
- Massenbestimmung von Atomtrümmern, Physikalische Zeitschrift, Band 27, 1926, S. 735–738
- Die Bestimmung des Quotienten Ladung zu Masse für Atomtrümmer aus Kohlenstoff, Bor und Eisen, Anzeiger Österr. Akad. Wiss. 1927 (= Mitt. Inst. Radioforschung Nr. 201)
- Die neueren Untersuchungen über Atomzertrümmerung, Physikalische Zeitschrift, Band 28, 1927, S. 712–723
- Die Verwendung von Elektronenröhrenverstärker zur Zählung von Korpuskularstrahlen, Anzeiger Österr. Akad. Wiss. 1928  (= Mitt. Inst. Radioforschung Nr. 228)
- mit E. A. Schmidt: Die Anwendung des Röhrenelektrometers zur Untersuchung von Protonenstrahlen, Anzeiger Österr. Akad. Wiss. 1929 (= Mitt. Inst. Radiumforschung  Nr. 231)
- Die Ionisation einzelner Alpha- und H-Strahlen am Ende der Reichweite, Anzeiger Österr. Akad. Wiss. 1930, (= Mitt. Inst. Radioforschung Nr. 249)
- mit E. A. Schmidt: Untersuchungen mit dem Röhrenelektrometer über die Alpha-Reflexion und den Zertrümmerungseffekt an Leichtelementen, Anzeiger Österr. Akad. Wiss. 1930 (= Mitt. Inst. Radiumforschung Nr. 250),
- mit G. Ortner: Atomzertrümmerungsversuche mit Radium-B + C als Strahlungsquelle I (Methodik), Anzeiger Österr. Akad. Wiss. 1933 (= Mitt. Inst. Radiumforschung Nr. 329)
- mit Josef Schintlmeister: Untersuchungen mit dem Doppelröhrenelektrometer über die Zertrümmerbarkeit der leichten Elemente, Anzeiger Österr. Akad. Wiss. 1934 (= Mitt. Inst. Radiumforschung Nr. 351)
- mit Willibald Jentschke: Streuversuchen mit Polonium-Alpha-Strahlen an schweren Kernen auftretenden Teilchen kleiner Reichweite, Anzeiger Österr. Akad. Wiss. 1937 (= Mitt. Institut Radiumforschung Nr. 402)
- mit Hertha Wambacher: Neuere Ergebnisse von Untersuchungen über Mehrfachzertrümmerung von Atomkernen durch Höhenstrahlen, Physikalische Zeitschrift, Band 40, 1939, S. 702–706